# Imrich Palugyay

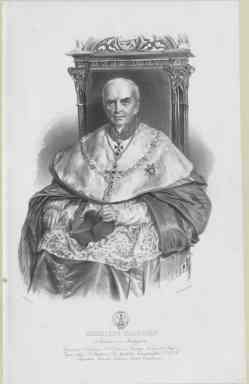

Imrich Palugyay de Eaden et Bodafalva (* 31. Oktober 1780 in Palúdzka, Königreich Ungarn; † 24. Juli 1858, in Nitra, Königreich Ungarn, heute Slowakei) war ein ungarisch-slowakischer Geistlicher.

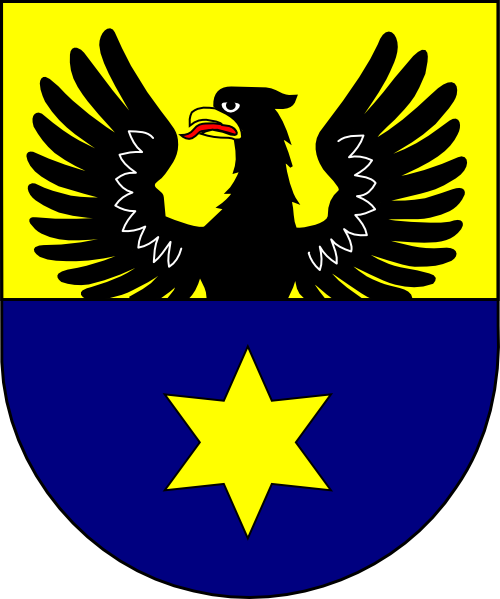
Wappen von Palugyay

Parugyay war der Sohn von Menyhért Palugyay und Teréz Madocsányi. Er studierte in Bratislava Theologie. Er wurde am 26. August 1803 zum Diakon geweiht und am 4. Dezember 1803 zum Priester. Anschließend war er bischöflicher Archivar und ab 1806 Pfarrer in Németlipcse. Am 30. September 1831 wurde er zum Bischof von Košice ernannt und am 24. Februar 1832 bestätigt. Ferenc di Paolo de Nádasdy-Fogaras, Bischof von Vác, weihte ihn am 6. Mai 1832 zum Bischof.
Am 22. November 1838 wurde er als Bischof von Nitra ernannt, am 18. Februar 1839 wurde er bestätigt und am 25. Mai 1839 inthronisiert.
1849 wurde ihm der St. Stephansorden und der Rang eines echten inneren Geheimrats verliehen, 1852 wurde ihm die erste Klasse des Ordens der Eisernen Krone verliehen und 1854 wurde ihm das Großkreuz des Österreichisch-kaiserlicher Leopold-Ordens verliehen.